# L'Ecò dóu bousquetoun
L'Ecò dóu bousquetoun (en occitan ; en français l'Écho du boqueteau), le Journalet di Felibre dòu front est un journal de tranchées publié pendant la Première guerre mondiale de juin 1915 à décembre 1918 animé par Albert Boudon-Lashermes. L'Escolo dóu Boumbardamen qui en est à l'origine a publié un premier journal de tranchée intitulé L'Écho des cagnas de Remières en 1915 avant de devenir L'Ecò dóu bousquetoun à partir d'avril 1916. Il fut d'abord publié dans une version bilingue en français et en langue d'oc, puis en deux éditions distinctes.

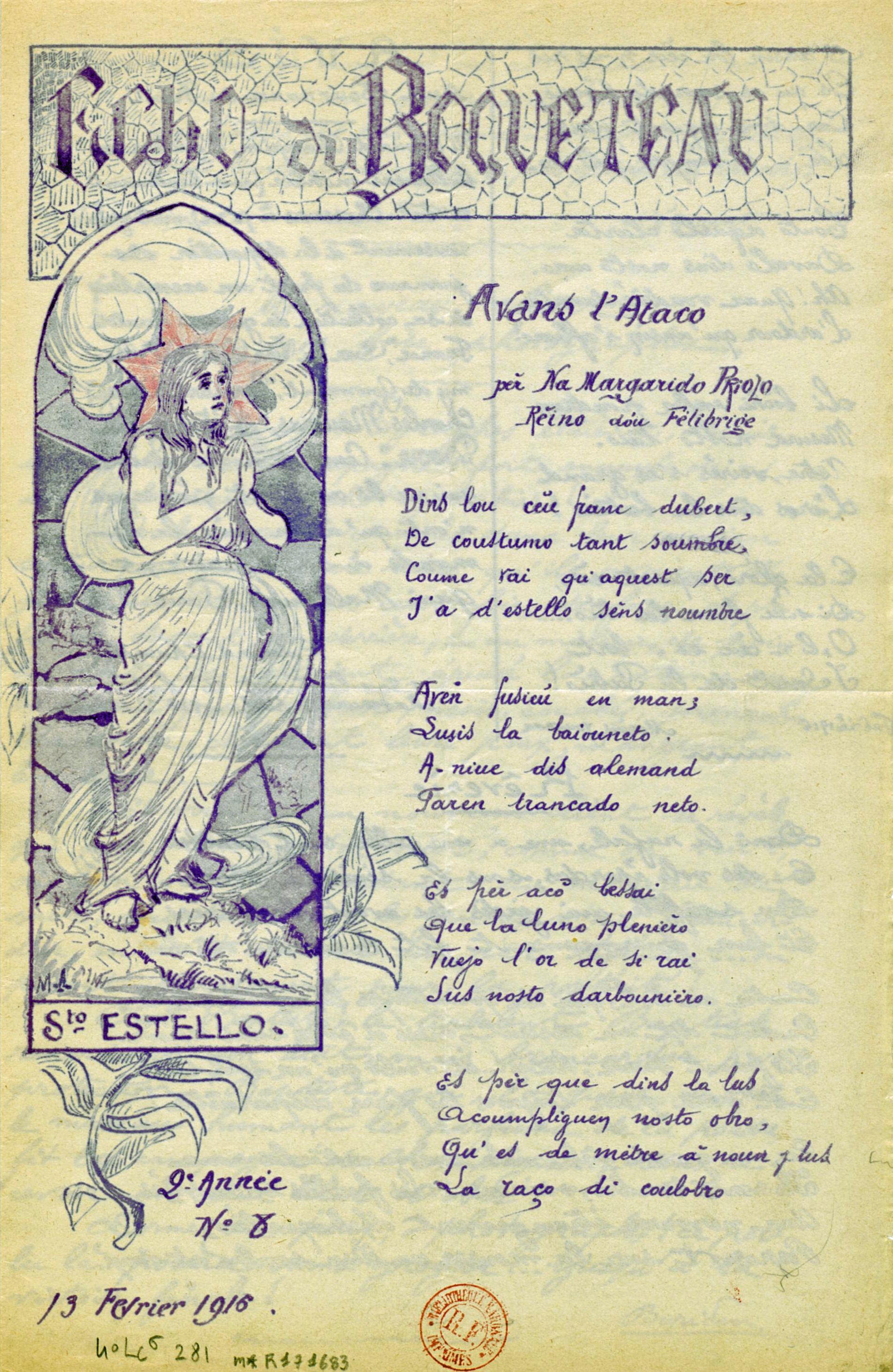
Echo du boqueteau numéro 8 du 16 février 1916, l'illustration représente Sainte Estelle
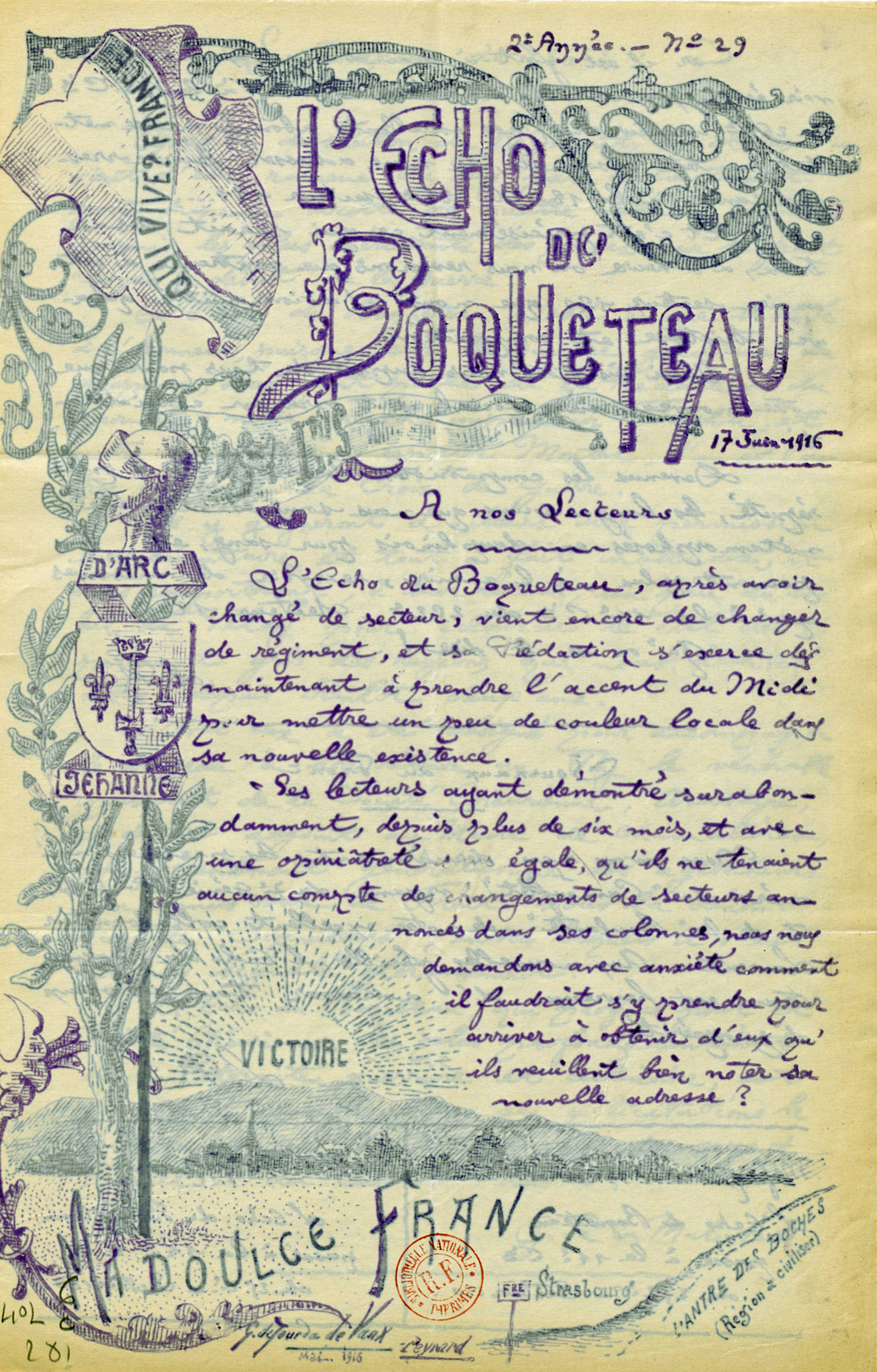
Echo du boqueteau, numéro 29 du 17 juin 1916
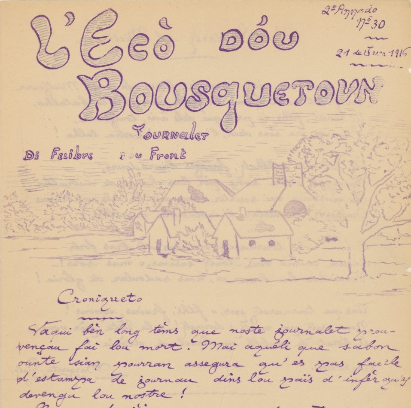
Ecò dóu bousquetoun n° 30 du 21 juin 1916
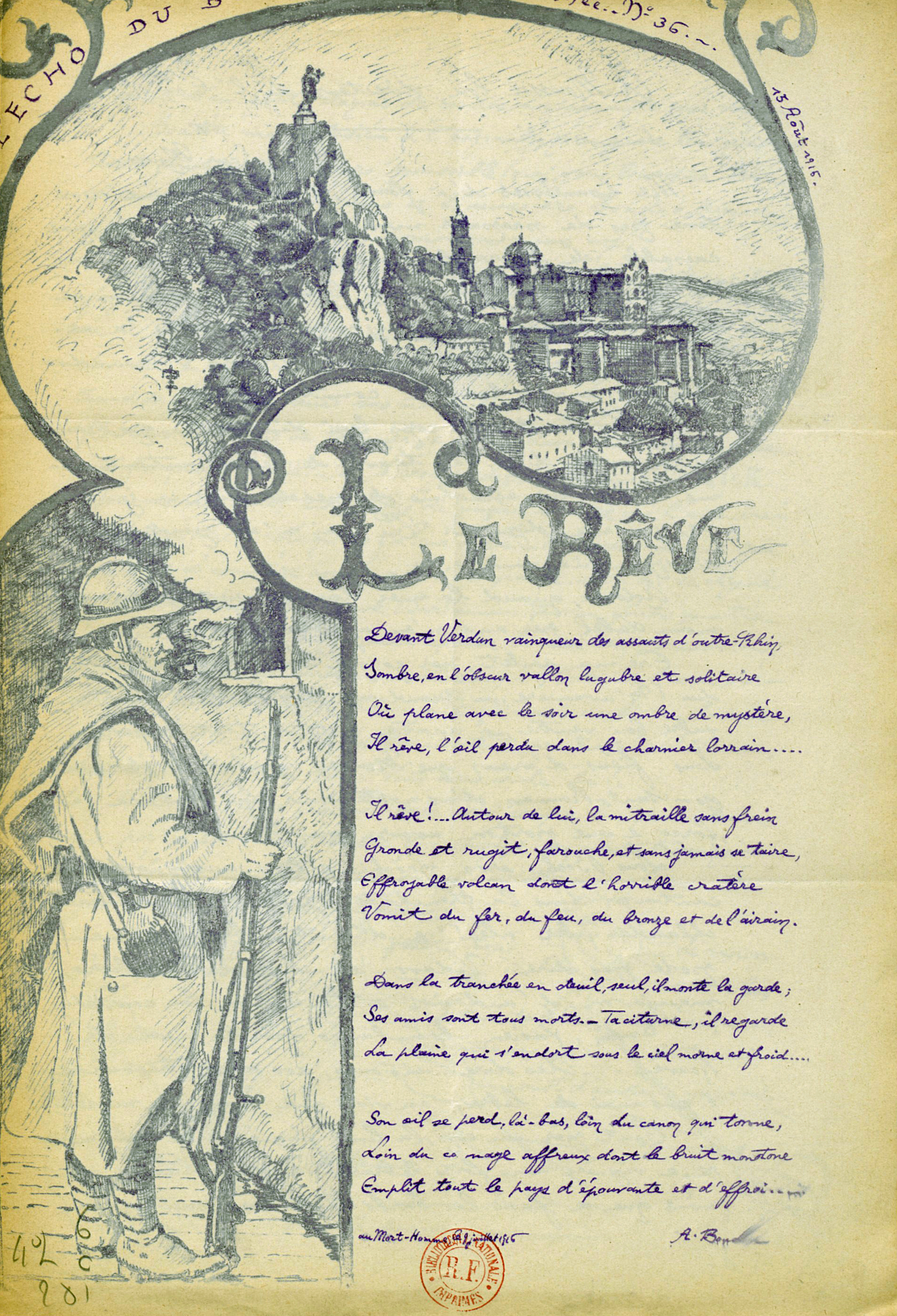
Écho du boqueteau numéro 36 du 15 août 1916, le poème est d'Albert Boudon-Lashermes et l'illustration représente un poilu et la ville du Puy-en-Velay